# La Coquille (Dordogne)
Pour les articles homonymes, voir La Coquille.
La Coquille est une commune française située dans le département de la Dordogne, en région Nouvelle-Aquitaine.
Elle est intégrée au parc naturel régional Périgord-Limousin.

## Géographie

### Généralités
Située dans le Nontronnais, dans le quart nord-est du département de la Dordogne, la commune de La Coquille est arrosée par la Côle et par la Valouse.
Dans une région très boisée composée de feuillus, des prés en bocage entourent le bourg de La Coquille situé, en distances orthodromiques, neuf kilomètres au nord-ouest de Jumilhac-le-Grand et quatorze kilomètres au nord-nord-est de Thiviers, au carrefour de la route nationale 21 (l'axe Limoges - Agen) et de la route départementale (RD) 79.
Le territoire communal est également desservi par la RD 67 et par la ligne ferroviaire Limoges - Périgueux au bourg, en gare de La Coquille.
Entre Saint-Pierre-de-Frugie au nord et Saint-Paul-la-Roche au sud, le sentier de grande randonnée GR 654 traverse la commune sur plus de huit kilomètres.

### Communes limitrophes
La Coquille est limitrophe de six autres communes. Au sud-ouest, le territoire de Saint-Jory-de-Chalais est distant de 500 mètres.
|         | Firbeix     | Saint-Pierre-de-Frugie    |
| Mialet  | La Coquille | Saint-Priest-les-Fougères |
| Chalais |             | Saint-Paul-la-Roche       |

### Géologie et relief

#### Géologie
Situé sur la plaque nord du Bassin aquitain et bordé à son extrémité nord-est par une frange du Massif central, le département de la Dordogne présente une grande diversité géologique. Les terrains sont disposés en profondeur en strates régulières, témoins d'une sédimentation sur cette ancienne plate-forme marine. Le département peut ainsi être découpé sur le plan géologique en quatre gradins différenciés selon leur âge géologique. La Coquille est dans le gradin extrême nord-est que constitue le dernier contrefort du Massif central, avec des roches cristallines formées à l'ère primaire, antérieurement au Carbonifère.
Les couches affleurantes sur le territoire communal sont constituées de formations superficielles du Quaternaire, de roches sédimentaires datant pour certaines du Cénozoïque, et pour d'autres du Mésozoïque et du Paléozoïque, ainsi que de roches métamorphiques et magmatiques. La formation la plus ancienne, notée ξ1, se compose de micaschistes lamelleux à deux micas, parfois grenats et silicates d'alumine (groupe de la Dronne, Néoprotérozoïque à Cambrien). La formation la plus récente, notée CFp, fait partie des formations superficielles de type colluvions indifférenciées de versant, de vallon et plateaux issues d'alluvions, molasses, altérites. Le descriptif de ces couches est détaillé dans  les feuilles « no 711 - Châlus » et « no 735 - Thiviers » de la carte géologique au 1/50 000 de la France métropolitaine, et leurs notices associées,.

Carte géologique de La Coquille.

#### Relief et paysages
Le département de la Dordogne se présente comme un vaste plateau incliné du nord-est (491 m, à la forêt de Vieillecour dans le Nontronnais, à Saint-Pierre-de-Frugie) au sud-ouest (2 m à Lamothe-Montravel). L'altitude du territoire communal varie quant à elle entre 259 m à l'extrême sud, là où la Valouse quitte le territoire communal et sert de limite entre Chalais et Saint-Paul-la-Roche, au sud-ouest du lieu-dit Piangaud, et 432 m au nord-ouest, au nord du lieu-dit le Meygnaud, en bordure de la route nationale 21.
Dans le cadre de la Convention européenne du paysage entrée en vigueur en France le 1er juillet 2006, renforcée par la loi du 8 août 2016 pour la reconquête de la biodiversité, de la nature et des paysages, un atlas des paysages de la Dordogne a été élaboré sous maîtrise d’ouvrage de l’État et publié en octobre 2020. Les paysages du département s'organisent en huit unités paysagères et 14 sous-unités. La commune est dans l'unité paysagère du « Périgord limousin » qui correspond à la région naturelle du Nontronnais. Ce territoire forme un plateau collinaire aux pentes douces et sommets arasés, d’altitude moyenne autour des 300 m dont le point culminant est également celui de la Dordogne. Ce plateau cristallin est vallonné et dominé par les prairies aux horizons boisés. Il est entaillé de vallées profondes aux versants forestiers,.
La superficie cadastrale de la commune publiée par l'Insee, qui sert de référence dans toutes les statistiques, est de 22,37 km2,,. La superficie géographique, issue de la BD Topo, composante du Référentiel à grande échelle produit par l'IGN, est quant à elle de 23 km2.

### Hydrographie

#### Réseau hydrographique
La commune est située dans le bassin de la Dordogne au sein du Bassin Adour-Garonne. Elle est drainée par la Côle, la Valouse, le Touroulet et par divers petits cours d'eau, qui constituent un réseau hydrographique de 30 km de longueur totale,.
La Côle, d'une longueur totale de 51,53 km, prend sa source dans la commune voisine de Firbeix et se jette dans la Dronne en rive gauche, en limite de Brantôme en Périgord et de Condat-sur-Trincou. Du nord à l'ouest, elle arrose le territoire communal sur plus de quatre kilomètres et demi, alimentant l'étang de la Monnerie et la branche orientale du plan d'eau de Mialet, servant de limite naturelle sur deux kilomètres face à Firbeix et Mialet, en deux tronçons.
La Valouse, d'une longueur totale de 23,82 km, prend sa source dans la commune voisine de Saint-Pierre-de-Frugie et se jette en rive droite de l'Isle, à  Saint-Paul-la-Roche, face à Sarrazac,. Elle traverse la commune à l'est sur huit kilomètres, alimentant l'étang de la Barde et servant sur près de cinq kilomètres de limite territoriale face à Saint-Pierre-de-Frugie, Saint-Priest-les-Fougères et Chalais, en deux tronçons.
Le Touroulet, ou ruisseau de la Pouyade dans sa partie amont, d'une longueur totale de 16,97 km, prend sa source au nord du bourg de La Coquille et se jette dans la Côle en rive gauche en limite de Saint-Jory-de-Chalais et de Thiviers, face à Saint-Romain-et-Saint-Clément,. Le ruisseau de la Pouyade arrose la commune en direction du sud-ouest sur près de quatre kilomètres.

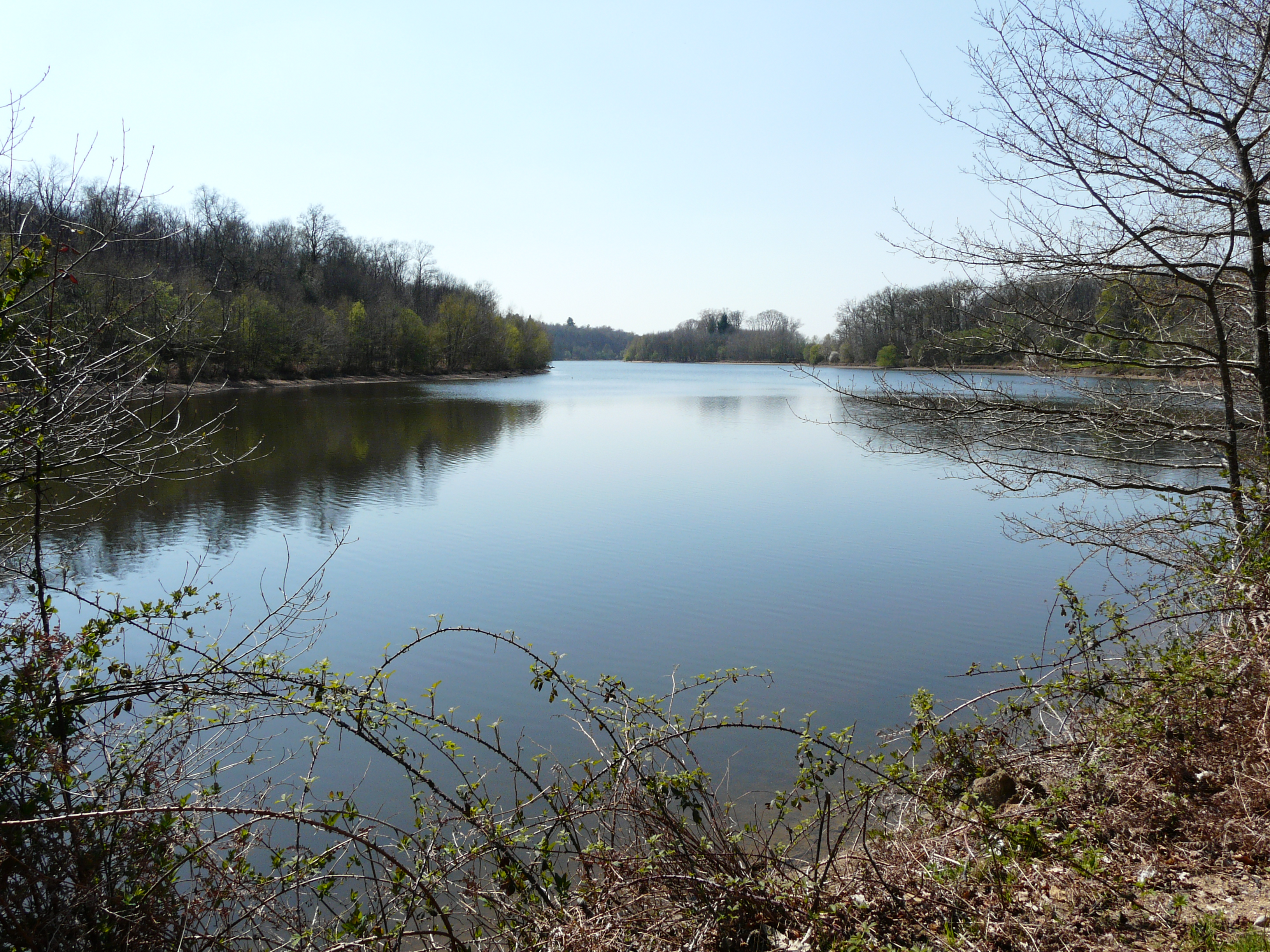
À son extrémité orientale, le plan d'eau de Mialet marque la limite entre La Coquille (à gauche) et Mialet.
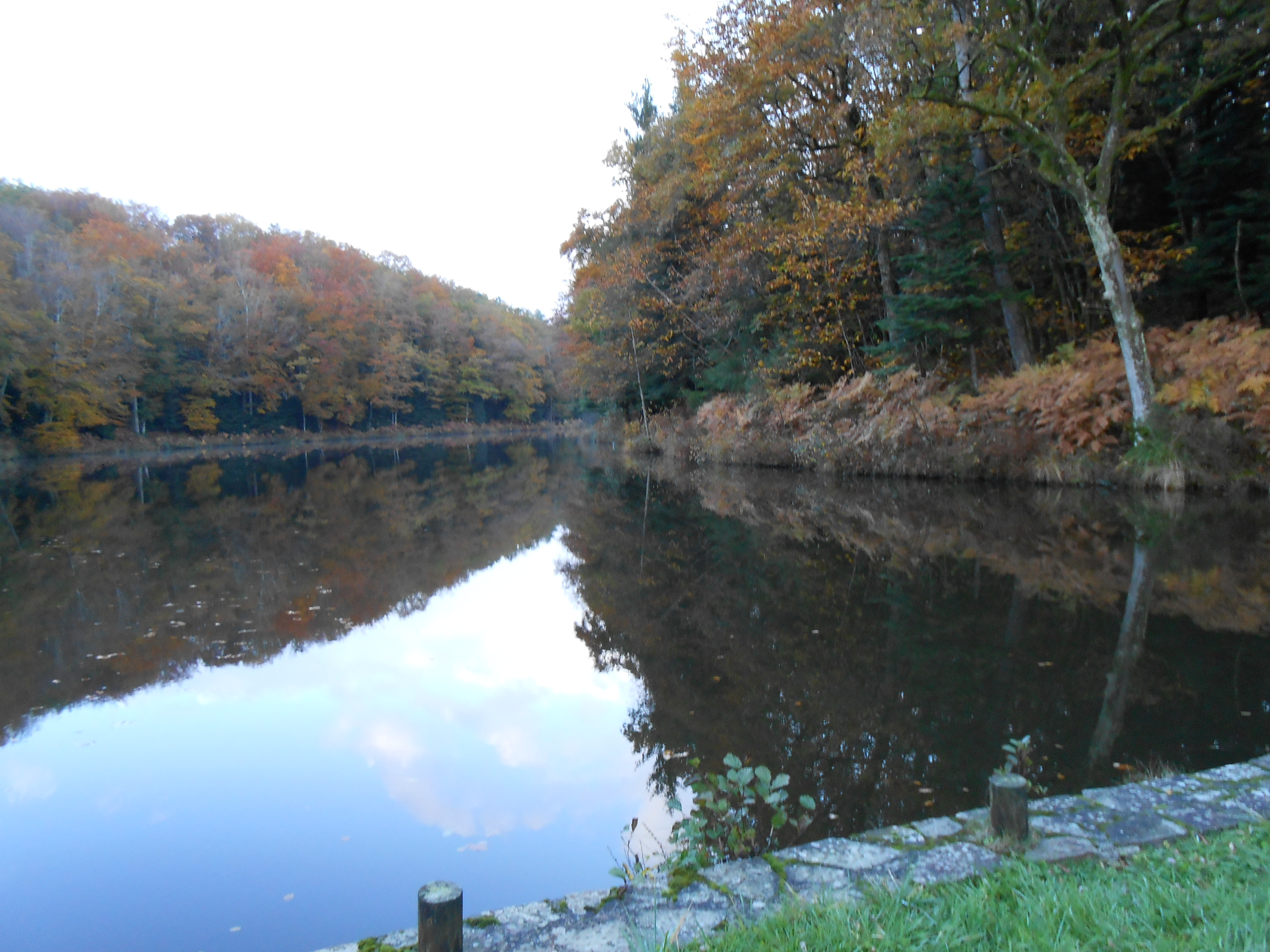
L'étang de la Barde alimenté par la Valouse.
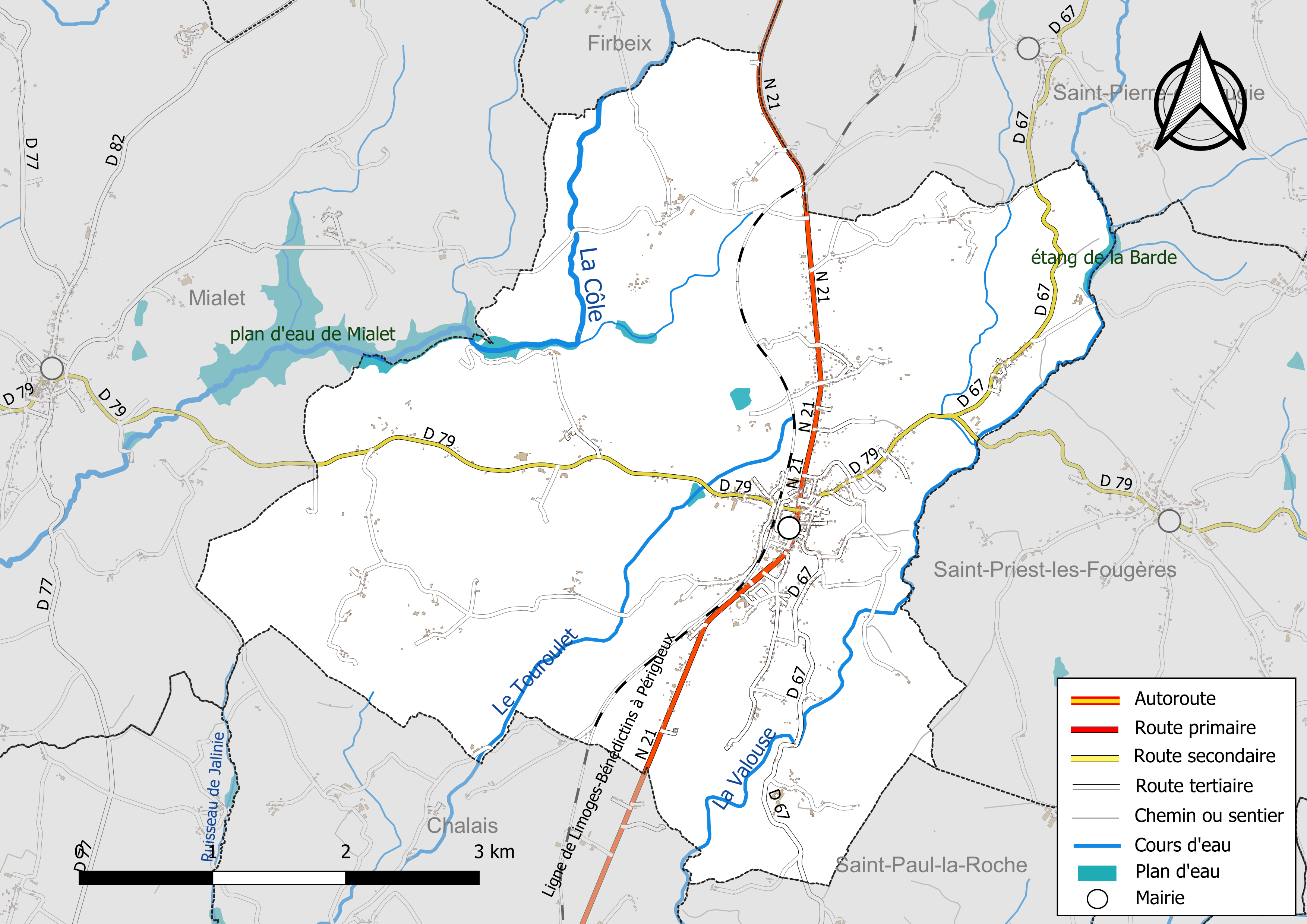
Réseaux hydrographique et routier de la La Coquille.

#### Gestion et qualité des eaux
Le territoire communal est couvert par le schéma d'aménagement et de gestion des eaux (SAGE) « Isle - Dronne ». Ce document de planification, dont le territoire regroupe les bassins versants de l'Isle et de la Dronne, d'une superficie de 7 500 km2, a été approuvé le 2 août 2021. La structure porteuse de l'élaboration et de la mise en œuvre est l'établissement public territorial de bassin de la Dordogne (EPIDOR). Il définit sur son territoire les objectifs généraux d’utilisation, de mise en valeur et de protection quantitative et qualitative des ressources en eau superficielle et souterraine, en respect des objectifs de qualité définis dans le troisième SDAGE  du Bassin Adour-Garonne qui couvre la période 2022-2027, approuvé le 10 mars 2022.
La qualité des eaux de baignade et des cours d’eau peut être consultée sur un site dédié géré par les agences de l’eau et l’Agence française pour la biodiversité.

### Climat
Pour des articles plus généraux, voir Climat de la Nouvelle-Aquitaine et Climat de la Dordogne.
Historiquement, la commune est dans une zone de transition entre les climats océaniques aquitain et limousin.  
En 2020, Météo-France publie une typologie des climats de la France métropolitaine dans laquelle la commune est exposée à un climat océanique altéré et est dans la région climatique  Ouest et nord-ouest du Massif Central, caractérisée par une pluviométrie annuelle de 900 à 1 500 mm, maximale en automne et en hiver.
Pour la période 1971-2000, la température annuelle moyenne est de 11,3 °C, avec  une amplitude thermique annuelle de 15 °C. Le cumul annuel moyen de précipitations est de 1 090 mm, avec 14,2 jours de précipitations en janvier et 7,9 jours en juillet. Pour la période 1991-2020, la température moyenne annuelle observée sur la station météorologique installée sur la commune est de 12,1 °C et le cumul annuel moyen de précipitations est de 1 178,8 mm,. 
La température maximale relevée sur cette station sur la période du 1er juin 1982 au 30 novembre 2015 est de 39,5 °C (en 2003), la température minimale de −18,7 °C (en 1985) et la hauteur maximale de précipitations en 24 h de 77 mm (en 1995).
| Mois                                        | jan.             | fév.            | mars          | avril         | mai           | juin           | jui.            | août           | sep.            | oct.          | nov.            | déc.             | année      |
| ------------------------------------------- | ---------------- | --------------- | ------------- | ------------- | ------------- | -------------- | --------------- | -------------- | --------------- | ------------- | --------------- | ---------------- | ---------- |
| Température minimale moyenne (°C)           | 2                | 1,6             | 4,1           | 6             | 9,2           | 12,1           | 13,8            | 13,8           | 11              | 8,8           | 4,8             | 2,5              | 7,5        |
| Température moyenne (°C)                    | 5,1              | 5,4             | 8,8           | 10,9          | 14,5          | 17,7           | 19,7            | 19,7           | 16,4            | 13,1          | 8,2             | 5,6              | 12,1       |
| Température maximale moyenne (°C)           | 8,2              | 9,2             | 13,4          | 15,8          | 19,7          | 23,3           | 25,5            | 25,7           | 21,8            | 17,3          | 11,5            | 8,7              | 16,7       |
| Record de froid (°C) date du record         | −18,7 16.01.1985 | −15 08.02.1991  | −12 01.03.05  | −5 12.04.1986 | −0,9 16.05.12 | 2,3 03.06.1989 | 5,5 04.07.1990  | 3,1 29.08.1986 | 1,3 27.09.10    | −3,1 26.10.03 | −9,6 21.11.1993 | −10,5 31.12.1985 | −18,7 1985 |
| Record de chaleur (°C) date du record       | 17,1 05.01.1999  | 22,1 15.02.1998 | 25,1 19.03.05 | 28,8 30.04.05 | 32,5 30.05.01 | 37,5 27.06.11  | 38,4 16.07.15   | 39,5 07.08.03  | 34,4 03.09.05   | 30 02.10.11   | 23 07.11.15     | 19,5 29.12.1983  | 39,5 2003  |
| Précipitations (mm)                         | 119,7            | 93,3            | 91,7          | 104,5         | 94,5          | 84,9           | 65,5            | 73             | 86,2            | 104,8         | 127,2           | 133,5            | 1 178,8    |
| Record de pluie en 24 h (mm) date du record | 58,1 12.01.04    | 50 29.02.00     | 64 01.03.07   | 40 30.04.01   | 52 05.05.03   | 72 04.06.07    | 58,2 27.07.1999 | 56,5 20.08.07  | 59,5 21.09.1993 | 77 03.10.1995 | 71,5 26.11.1983 | 50 10.12.17      | 77 1995    |

| Diagramme climatique                                  |            |             |            |             |              |              |            |            |              |              |             |
| J                                                     | F          | M           | A          | M           | J            | J            | A          | S          | O            | N            | D           |
| 8,22119,7                                             | 9,21,693,3 | 13,44,191,7 | 15,86104,5 | 19,79,294,5 | 23,312,184,9 | 25,513,865,5 | 25,713,873 | 21,81186,2 | 17,38,8104,8 | 11,54,8127,2 | 8,72,5133,5 |
| Moyennes : • Temp. maxi et mini °C • Précipitation mm |            |             |            |             |              |              |            |            |              |              |             |

Pour afficher une liste d’indicateurs climatiques caractérisant la commune aux horizons 2030, 2050 et 2100 et pouvoir ainsi s'adapter aux changements climatiques, entrer son nom dans Climadiag-commune, un site de Météo-France élaboré à partir des nouvelles projections climatiques de référence DRIAS-2020.

## Urbanisme

### Typologie
Au 1er janvier 2024, La Coquille est catégorisée commune rurale à habitat dispersé, selon la nouvelle grille communale de densité à 7 niveaux définie par l'Insee en 2022.
Elle est située hors unité urbaine et hors attraction des villes,.

### Occupation des sols
L'occupation des sols de la commune, telle qu'elle ressort de la base de données européenne d’occupation biophysique des sols Corine Land Cover (CLC), est marquée par l'importance des territoires agricoles (59,8 % en 2018), une proportion sensiblement équivalente à celle de 1990 (59,2 %). La répartition détaillée en 2018 est la suivante : 
prairies (30,2 %), forêts (30 %), zones agricoles hétérogènes (28 %), zones urbanisées (6,1 %), milieux à végétation arbustive et/ou herbacée (3,4 %), terres arables (1,6 %), eaux continentales (0,8 %). L'évolution de l’occupation des sols de la commune et de ses infrastructures peut être observée sur les différentes représentations cartographiques du territoire : la carte de Cassini (XVIIIe siècle), la carte d'état-major (1820-1866) et les cartes ou photos aériennes de l'IGN pour la période actuelle (1950 à aujourd'hui).

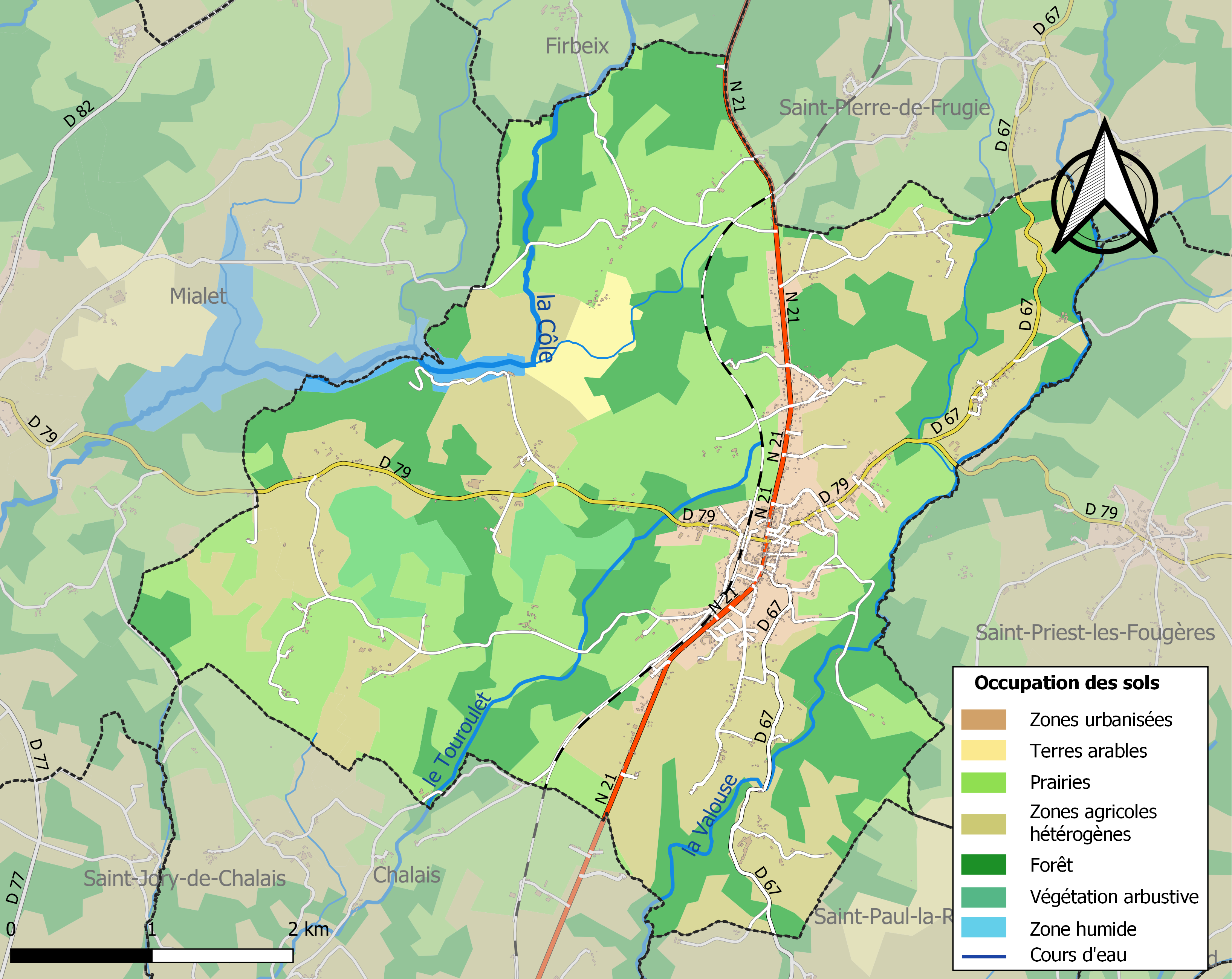
Carte des infrastructures et de l'occupation des sols de la commune en 2018 (CLC).

### Prévention des risques
Le territoire de la commune de La Coquille est vulnérable à différents aléas naturels : météorologiques (tempête, orage, neige, grand froid, canicule ou sécheresse), feux de forêts, mouvements de terrains et séisme (sismicité faible). Il est également exposé à un risque technologique, le transport de matières dangereuses, et à un risque particulier : le risque de radon. Un site publié par le BRGM permet d'évaluer simplement et rapidement les risques d'un bien localisé soit par son adresse soit par le numéro de sa parcelle.

#### Risques naturels
La Coquille est exposée au risque de feu de forêt. L’arrêté préfectoral du 14 mars 2013 fixe les conditions de pratique des incinérations et de brûlage dans un objectif de réduire le risque de départs d’incendie. À ce titre, des périodes sont déterminées : interdiction totale du 15 février au 15 mai et du 15 juin au 15 octobre, utilisation réglementée du 16 mai au 14 juin et du 16 octobre au 14 février. En septembre 2020, un plan inter-départemental de protection des forêts contre les incendies (PidPFCI) a été adopté pour la période 2019-2029,.

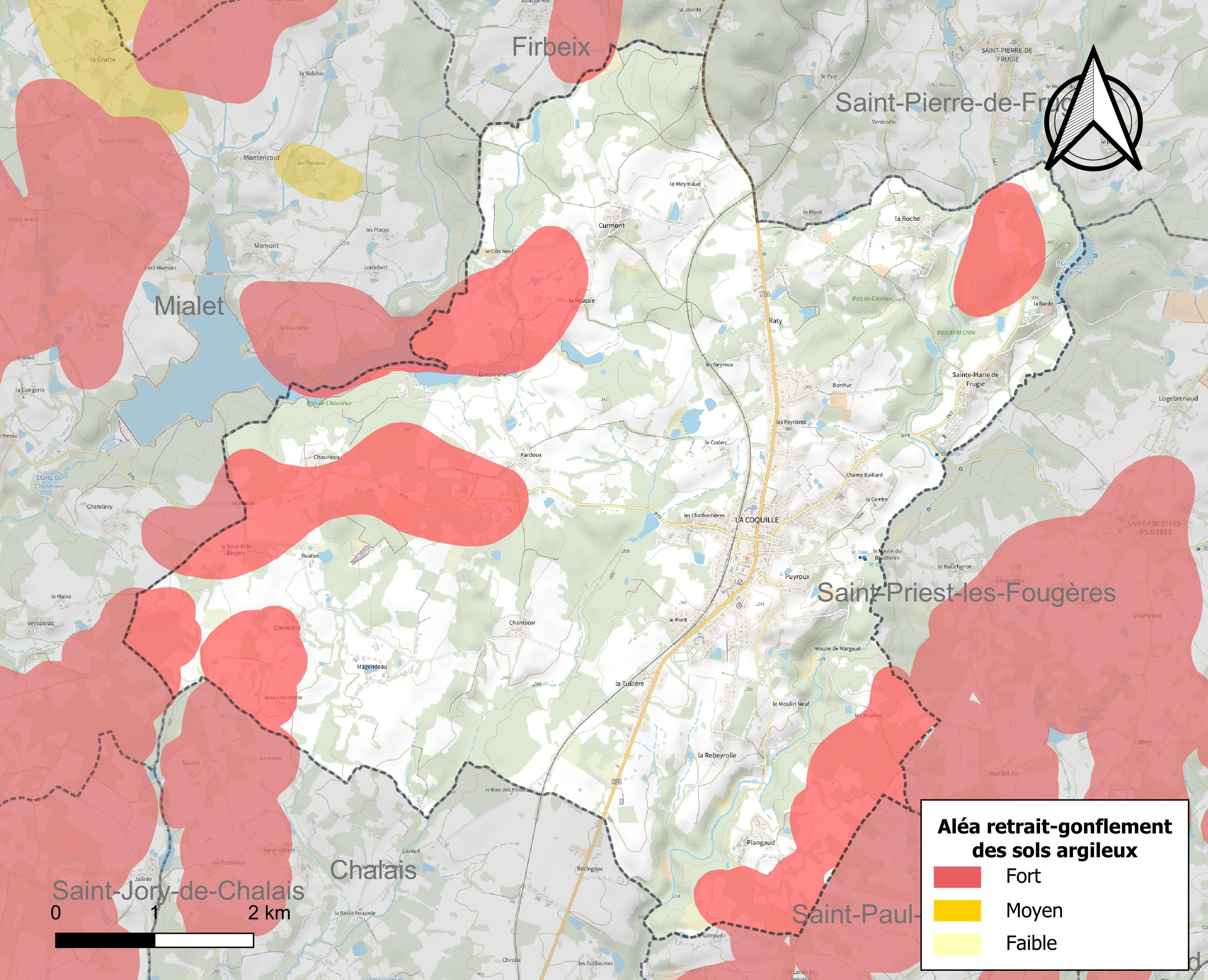
Carte des zones d'aléa retrait-gonflement des sols argileux de La Coquille.

Les mouvements de terrains susceptibles de se produire sur la commune sont des tassements différentiels. Le retrait-gonflement des sols argileux est susceptible d'engendrer des dommages importants aux bâtiments en cas d’alternance de périodes de sécheresse et de pluie. 19,8 % de la superficie communale est en aléa moyen ou fort (58,6 % au niveau départemental et 48,5 % au niveau national métropolitain). Depuis le 1er octobre 2020, en application de la loi ÉLAN, différentes contraintes s'imposent aux vendeurs, maîtres d'ouvrages ou constructeurs de biens situés dans une zone classée en aléa moyen ou fort,.
La commune a été reconnue en état de catastrophe naturelle au titre des dommages causés par les inondations et coulées de boue survenues en 1982, 1983, 1993, 1999 et 2007, par la sécheresse en 2005 et par des mouvements de terrain en 1999.

#### Risque particulier
Dans plusieurs parties du territoire national, le radon, accumulé dans certains logements ou autres locaux, peut constituer une source significative d’exposition de la population aux rayonnements ionisants. Selon la classification de 2018, la commune de La Coquille est classée en zone 3, à savoir zone à potentiel radon significatif.

## Toponymie
En occitan, la commune porte le nom de La Coquilha.

## Histoire
Située sur l'un des cinq chemins de Saint-Jacques-de-Compostelle, c'est dans cette paroisse que l'on donnait aux pèlerins une coquille Saint-Jacques, d'où le nom de « La Coquille » et l'emblème qui lui est lié.
L'église, située sur la route Richard Cœur-de-Lion, fut ré-inaugurée par le souverain et l'accueillit pendant son voyage. Il y annonça plusieurs édits.[réf. nécessaire])
En tant que commune, le nom de La Coquille n'apparaît officiellement qu'en 1856, en remplacement de Sainte-Marie-de-Frugie.

## Politique et administration

### Rattachements administratifs
La commune de La Coquille (appelée Sainte Marie de Frugie à l'époque) a, dès 1790, été rattachée au canton de Jumilhac qui dépendait du district d'Excideuil. En 1800, les districts sont supprimés. Le canton est alors rattaché à l'arrondissement de Nontron.

### Intercommunalité
En 1995, La Coquille intègre dès sa création la communauté de communes du Pays de Jumilhac-le-Grand. Celle-ci est renommée le 1er janvier 2017 en communauté de communes des Marches du Périg'Or Limousin Thiviers-Jumilhac puis en octobre 2017 en communauté de communes Périgord-Limousin.

### Administration municipale
La population de la commune étant comprise entre 500 et 1 499 habitants au recensement de 2017, quinze conseillers municipaux ont été élus en 2020,.

### Liste des maires

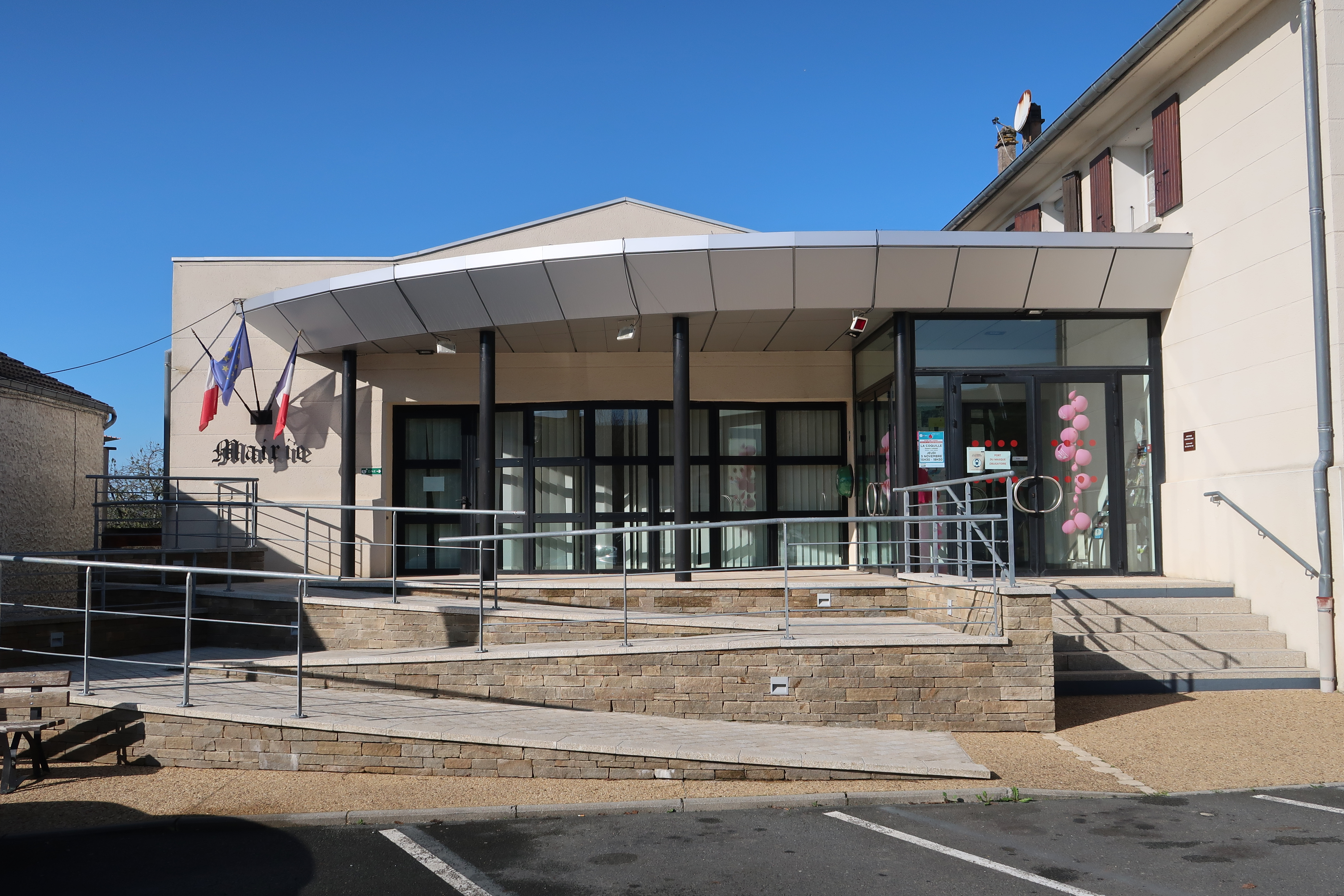
La mairie.

| Période                                  | Période   | Identité              | Étiquette | Qualité                                                          |
| ---------------------------------------- | --------- | --------------------- | --------- | ---------------------------------------------------------------- |
| Les données manquantes sont à compléter. |           |                       |           |                                                                  |
|                                          |           |                       |           |                                                                  |
| 1957                                     | 1977      | Henri Frugier         | UDR       | Négociant-artisan, suppléant du député Pierre Beylot (1968-1973) |
| 1977                                     | 1983      | Guy Besse             | PCF       | Conseiller général (1967-1985)                                   |
| 1983                                     | 1989      | Henri Frugier         | RPR       |                                                                  |
| 1989                                     | mars 2008 | Claude Boyer          |           |                                                                  |
| mars 2008                                | mars 2014 | Jean-Pierre Massaloux | SE        | Cadre de l'industrie retraité                                    |
| mars 2014 (réélue en décembre 2022)      | En cours  | Michèle Faure         | PS        | Retraitée                                                        |

### Jumelages
La Coquille est jumelée avec la municipalité allemande de Romrod depuis 1990 ; ce jumelage a été étendu aux huit autres communes de l'ancienne communauté de communes du Pays de Jumilhac-le-Grand en 2012.

## Équipements et services publics

### Justice
Dans le domaine judiciaire, La Coquille relève : 
- du tribunal judiciaire, du tribunal pour enfants, du conseil de prud'hommes et du tribunal de commerce de Périgueux ;
- du pôle Nationalité du tribunal judiciaire de Périgueux (compétent uniquement dans le domaine de la nationalité) ;
- de la cour d'appel, du tribunal administratif et de la  cour administrative d'appel de Bordeaux.

## Population et société

### Démographie
L'évolution du nombre d'habitants est connue à travers les recensements de la population effectués dans la commune depuis 1793. Pour les communes de moins de 10 000 habitants, une enquête de recensement portant sur toute la population est réalisée tous les cinq ans, les populations de référence des années intermédiaires étant quant à elles estimées par interpolation ou extrapolation. Pour la commune, le premier recensement exhaustif entrant dans le cadre du nouveau dispositif a été réalisé en 2004.

En 2022, la commune comptait 1 259 habitants, en évolution de −6,6 % par rapport à 2016 (Dordogne : +0,37 %, France hors Mayotte : +2,11 %).
| 1793 | 1800 | 1806 | 1821  | 1831  | 1836  | 1841  | 1846  | 1851  |
| ---- | ---- | ---- | ----- | ----- | ----- | ----- | ----- | ----- |
| 930  | 904  | 923  | 1 109 | 1 081 | 1 108 | 1 141 | 1 200 | 1 141 |

| 1856  | 1861  | 1866  | 1872 | 1876  | 1881  | 1886  | 1891  | 1896  |
| ----- | ----- | ----- | ---- | ----- | ----- | ----- | ----- | ----- |
| 1 102 | 1 142 | 1 111 | 997  | 1 122 | 1 251 | 1 366 | 1 421 | 1 524 |

| 1901  | 1906  | 1911  | 1921  | 1926  | 1931  | 1936  | 1946  | 1954  |
| ----- | ----- | ----- | ----- | ----- | ----- | ----- | ----- | ----- |
| 1 617 | 1 793 | 1 691 | 1 585 | 1 550 | 1 574 | 1 559 | 1 544 | 1 539 |

| 1962  | 1968  | 1975  | 1982  | 1990  | 1999  | 2004  | 2006  | 2009  |
| ----- | ----- | ----- | ----- | ----- | ----- | ----- | ----- | ----- |
| 1 531 | 1 556 | 1 692 | 1 575 | 1 515 | 1 489 | 1 407 | 1 404 | 1 364 |

| 2014  | 2019  | 2022  | - | - | - | - | - | - |
| ----- | ----- | ----- | - | - | - | - | - | - |
| 1 343 | 1 276 | 1 259 | - | - | - | - | - | - |

### Manifestations culturelles et festivités
Chaque année en mai, fête foraine sur trois jours.

## Économie

### Emploi
En 2015, parmi la population communale comprise entre 15 et 64 ans, les actifs représentent 459 personnes, soit 34,2 % de la population municipale. Le nombre de chômeurs (87) a fortement augmenté par rapport à 2010 (49) et le taux de chômage de cette population active s'établit à 19,0 %.

### Établissements
Au 31 décembre 2015, la commune compte 145 établissements, dont 81 au niveau des commerces, transports ou services, trente-deux relatifs au secteur administratif, à l'enseignement, à la santé ou à l'action sociale, douze dans l'agriculture, la sylviculture ou la pêche, onze dans la construction, et neuf dans l'industrie.

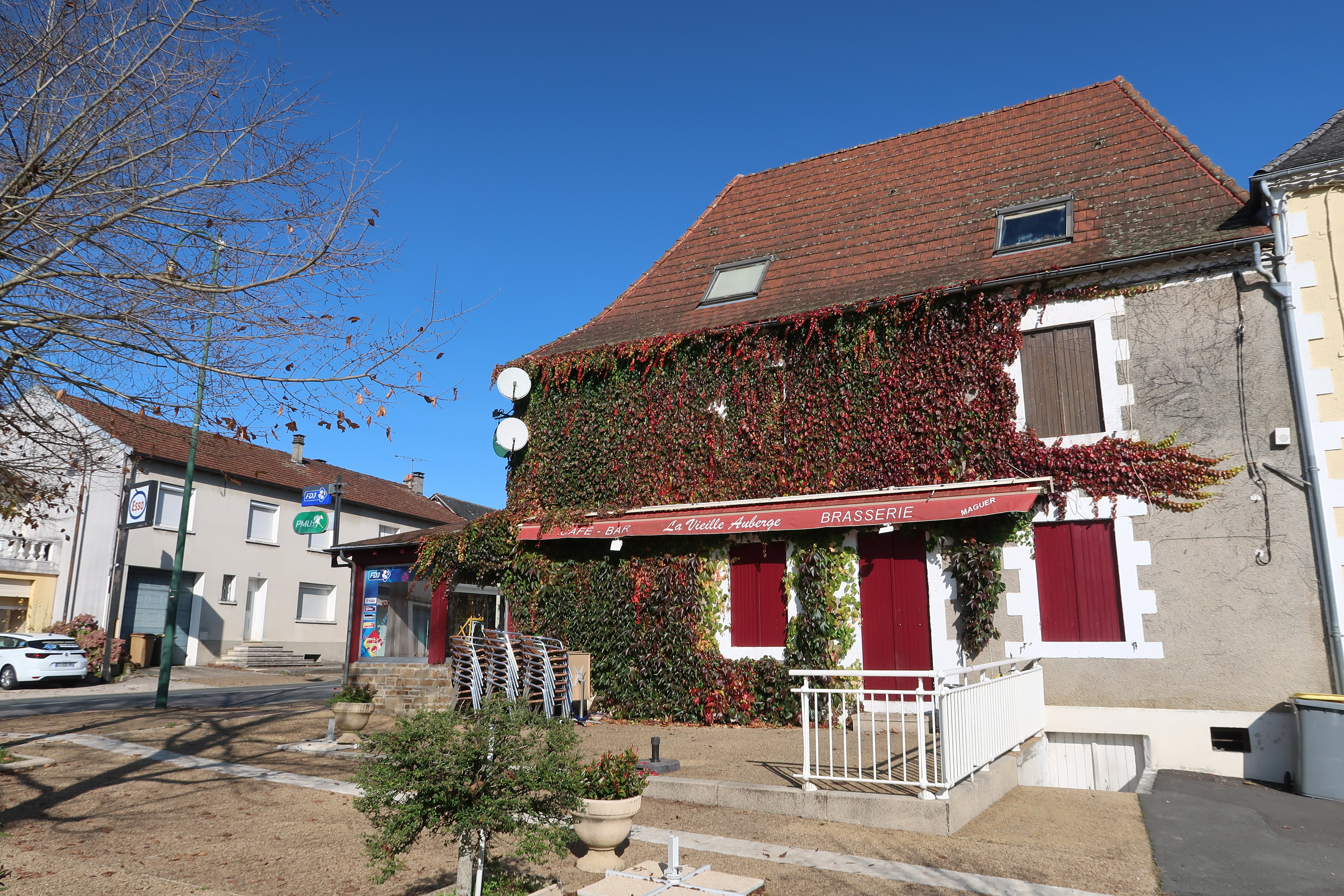
La Vieille Auberge, café-bar-brasserie.
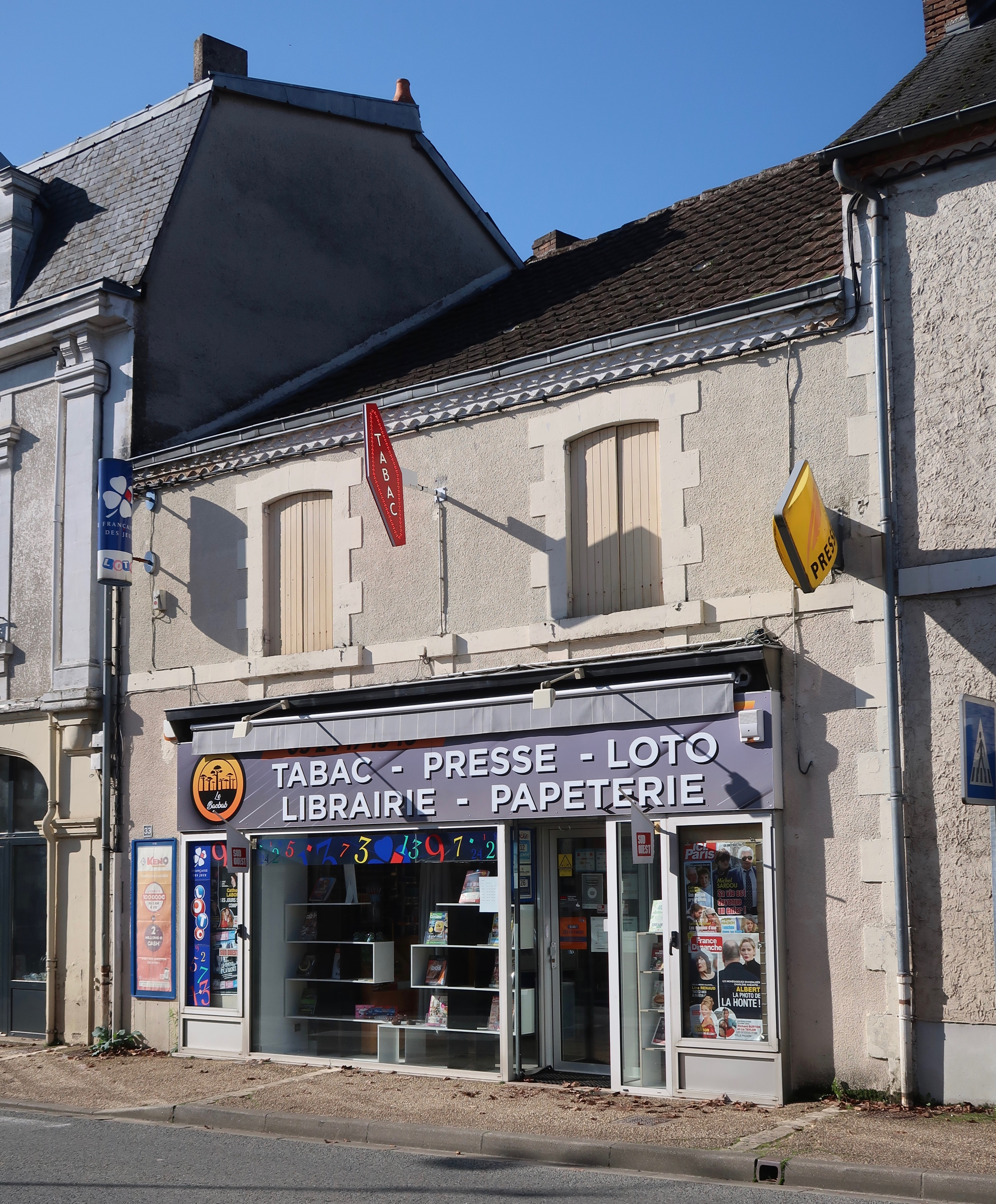
Tabac.
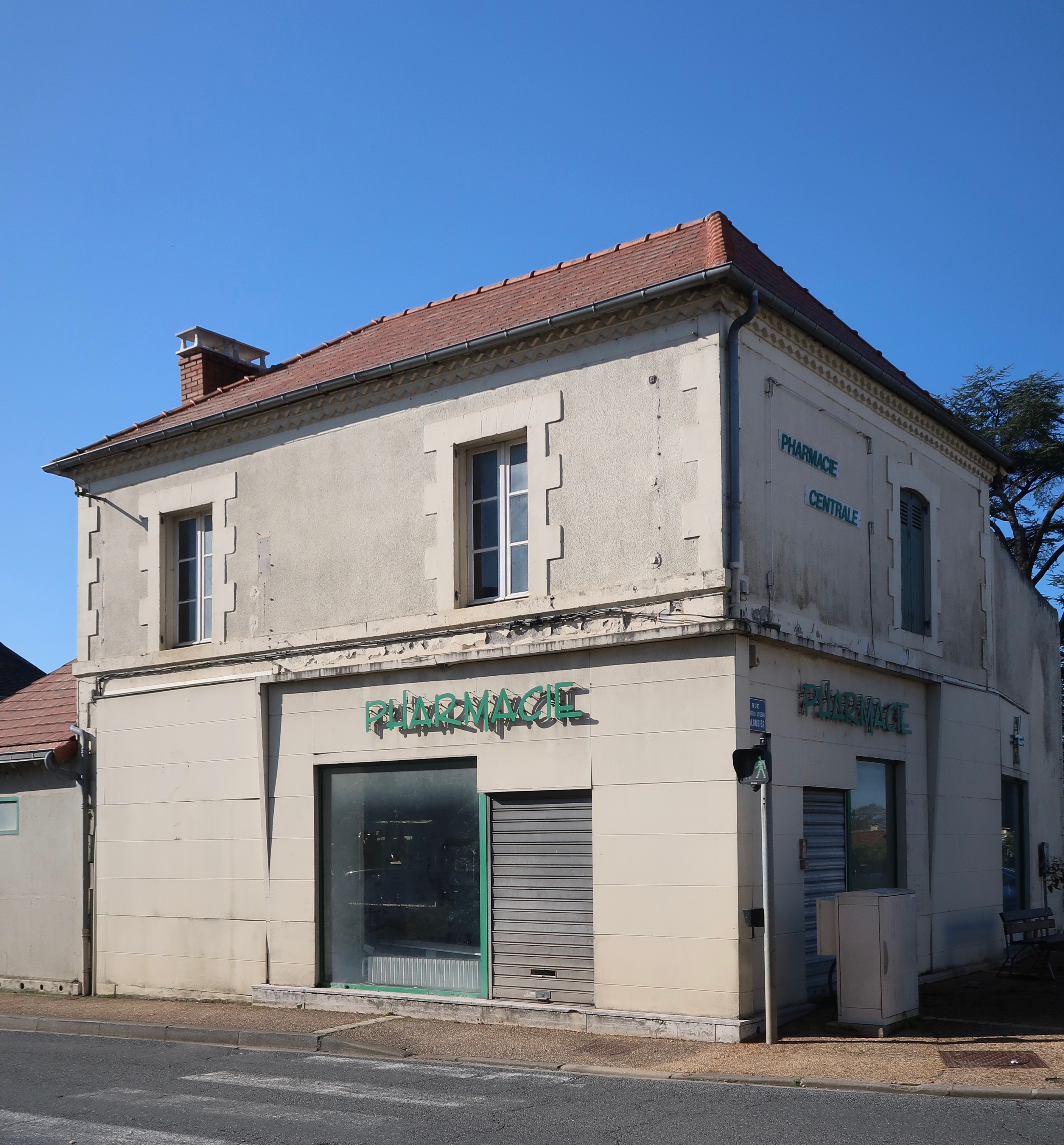
Pharmacie (fermée).
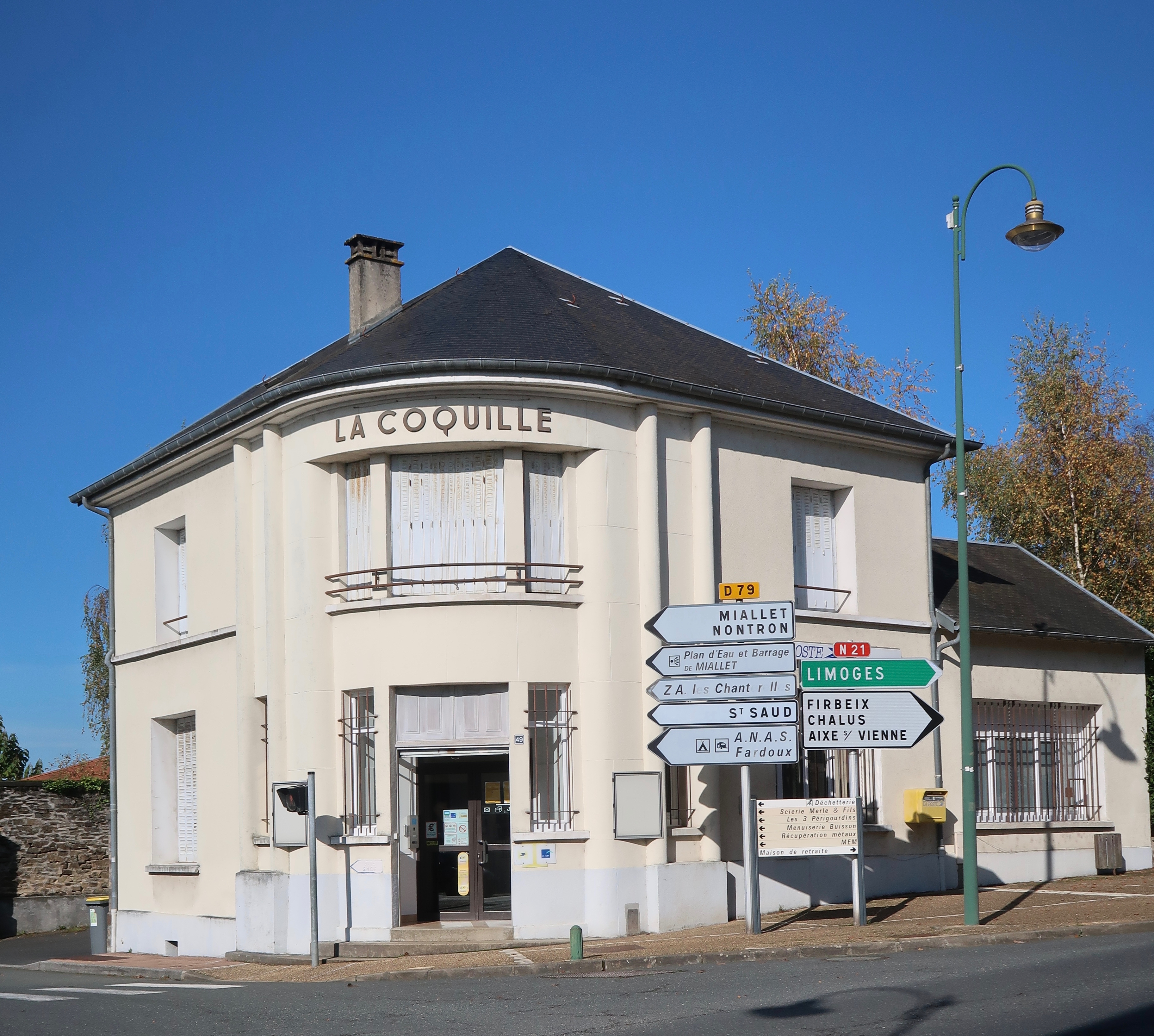
Poste.

## Culture locale et patrimoine

### Lieux et monuments
- L'actuelle église Saint-Joseph date de 1873.
- Couvent orthodoxe Sainte Marie[62] (route de Saint-Pierre-de-Frugie).
- Château de la Meynardie, XVIe siècle.
- Monastère bouddhiste zen Kanshoji, implanté en 2003 au lieu-dit la Barde[63].
- Ancienne forge de La Barde, puis filature Gay, actuellement établissement administratif du parc naturel régional Périgord-Limousin[64].

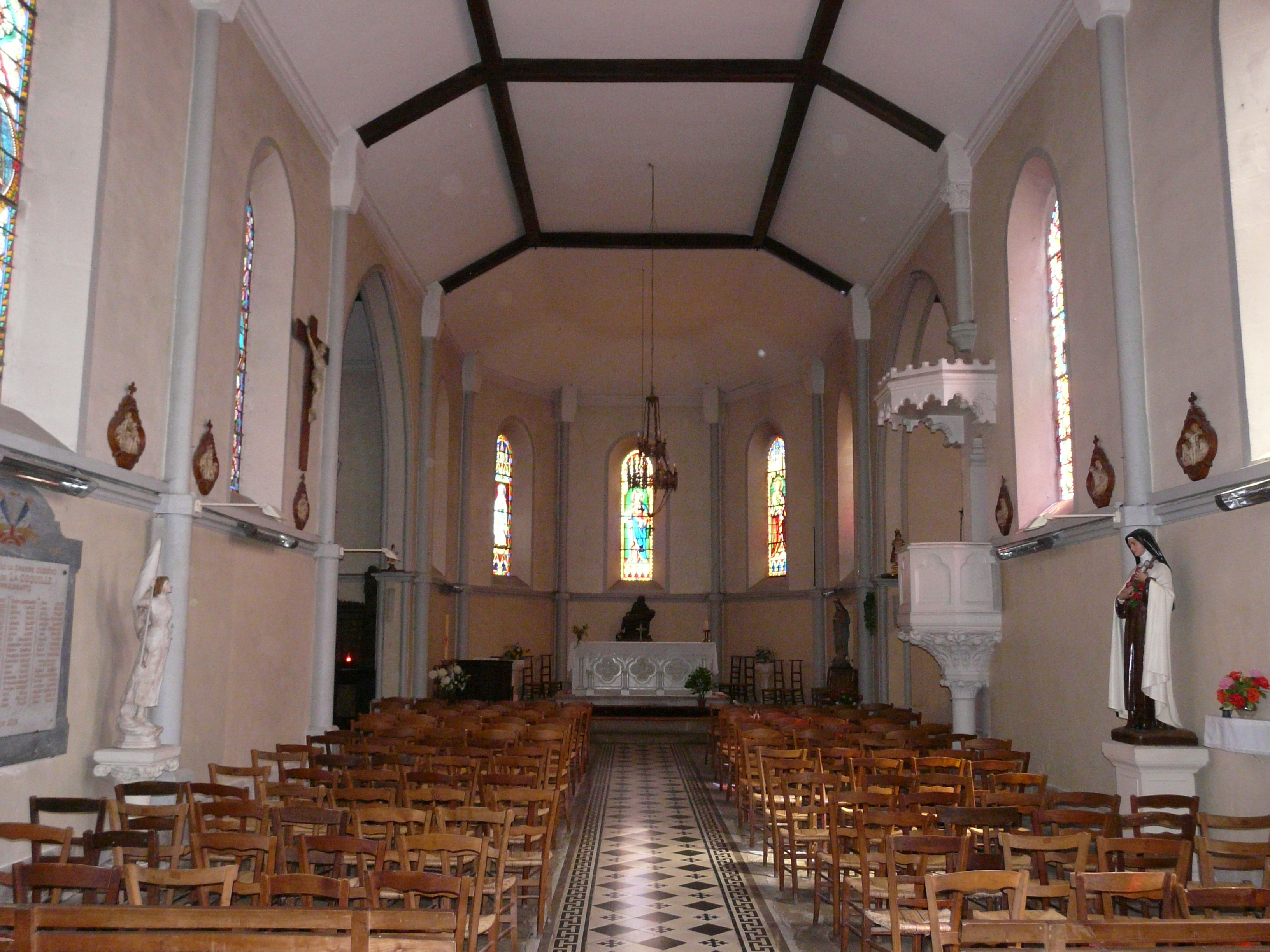
La nef de l'église Saint-Joseph.
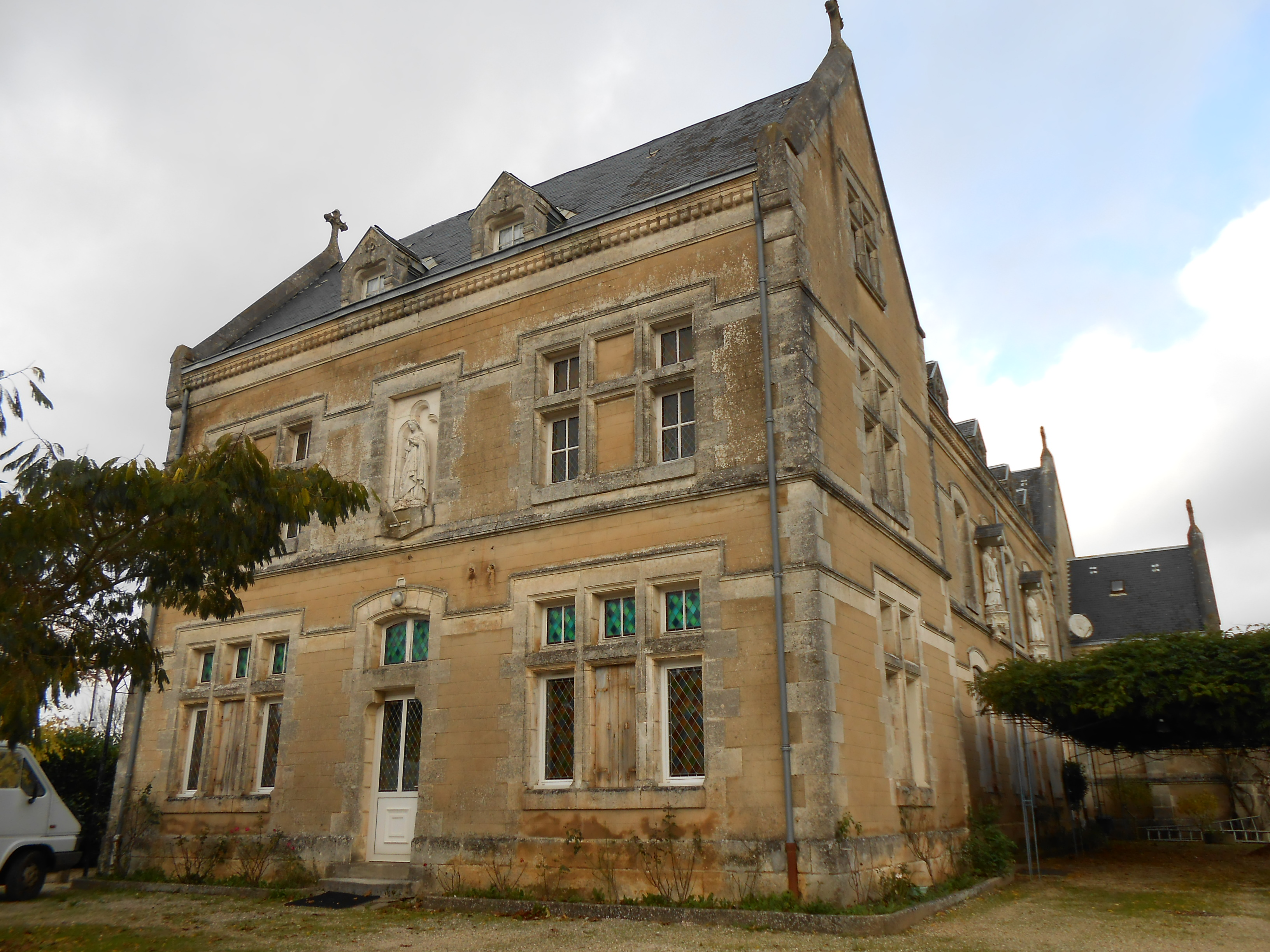
L'ancien couvent Sainte-Marie.
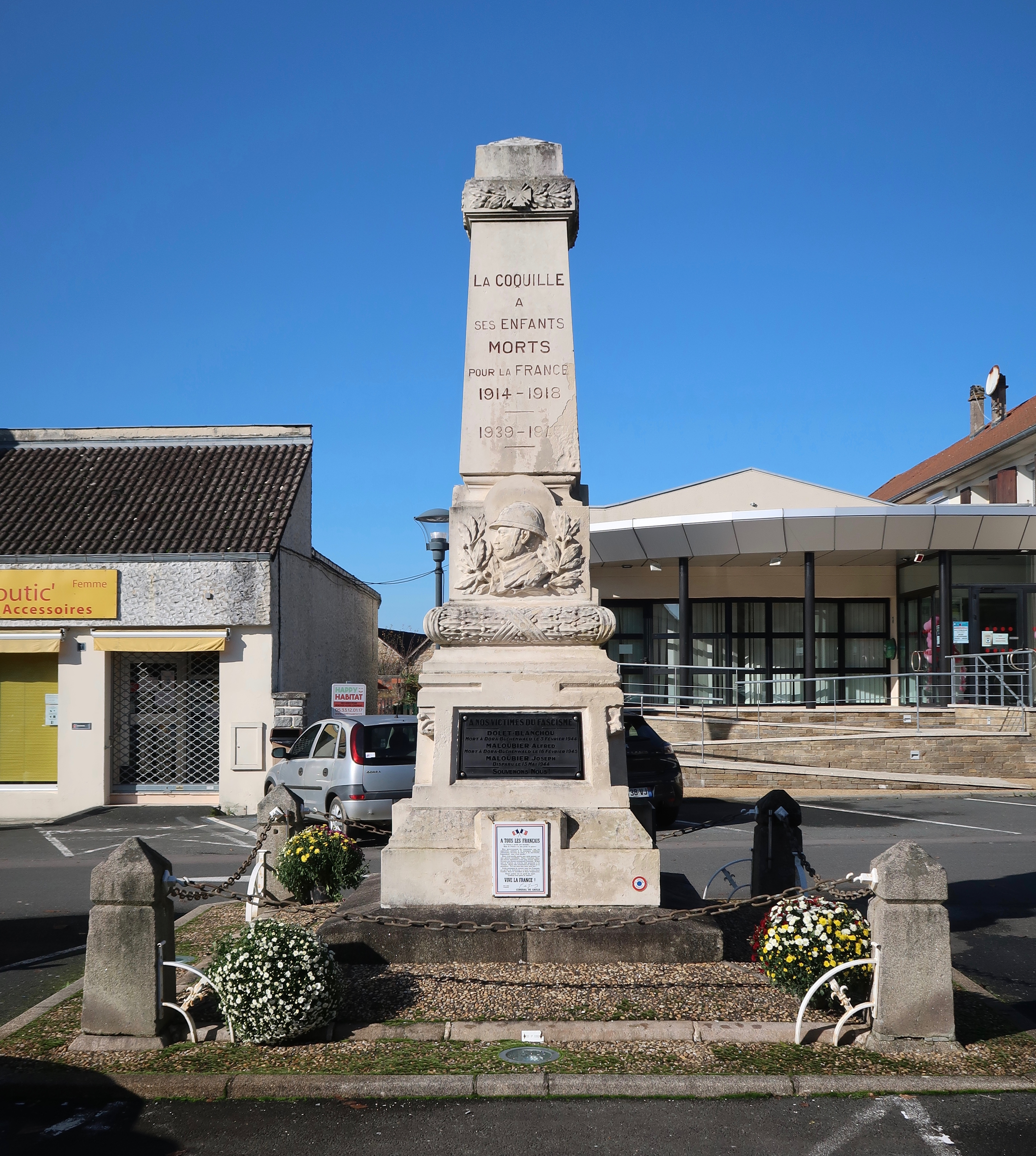
Monument aux morts, place du Souvenir, devant la mairie.
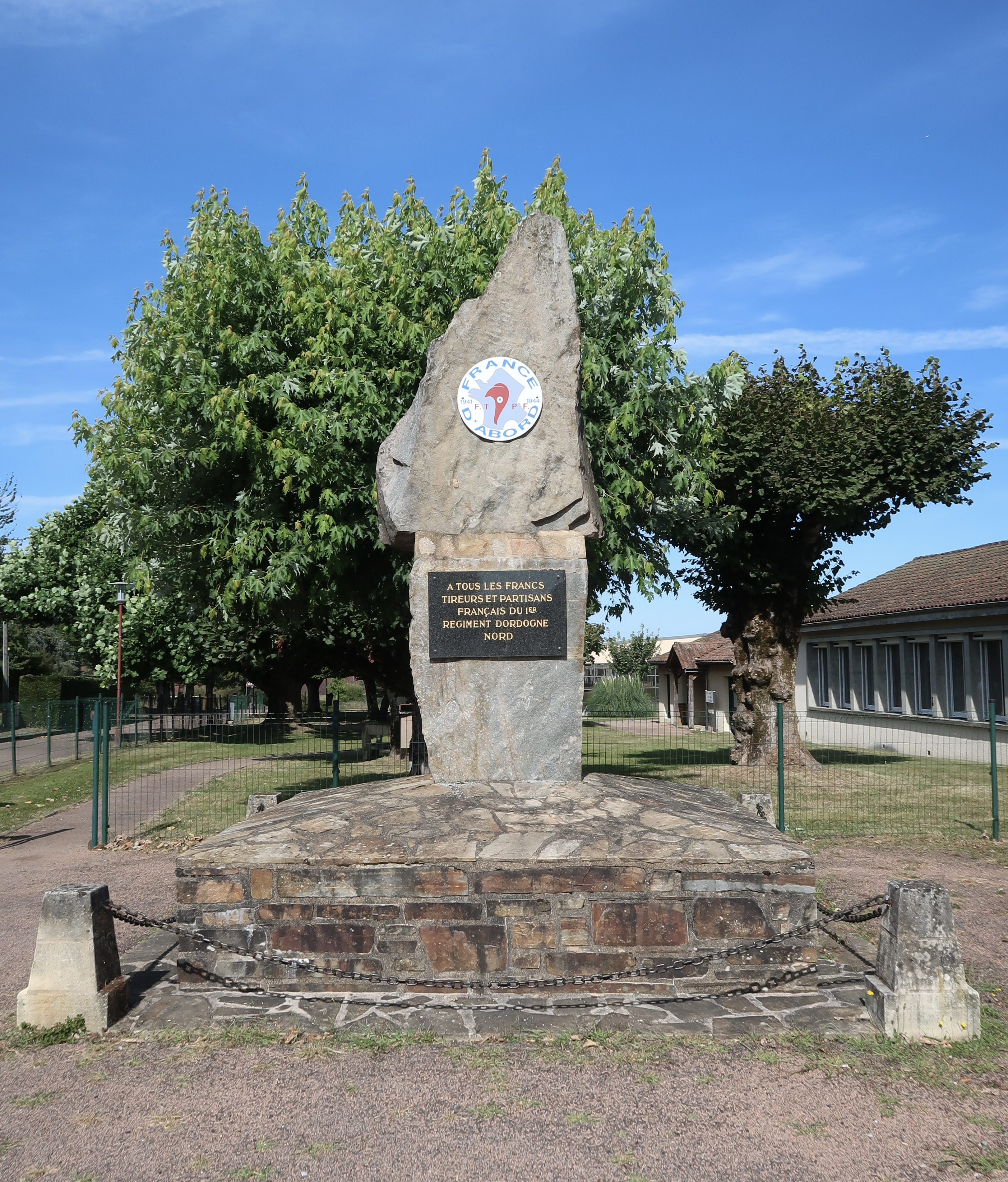
Monument aux morts FTPF, square Jean-Jaurès.
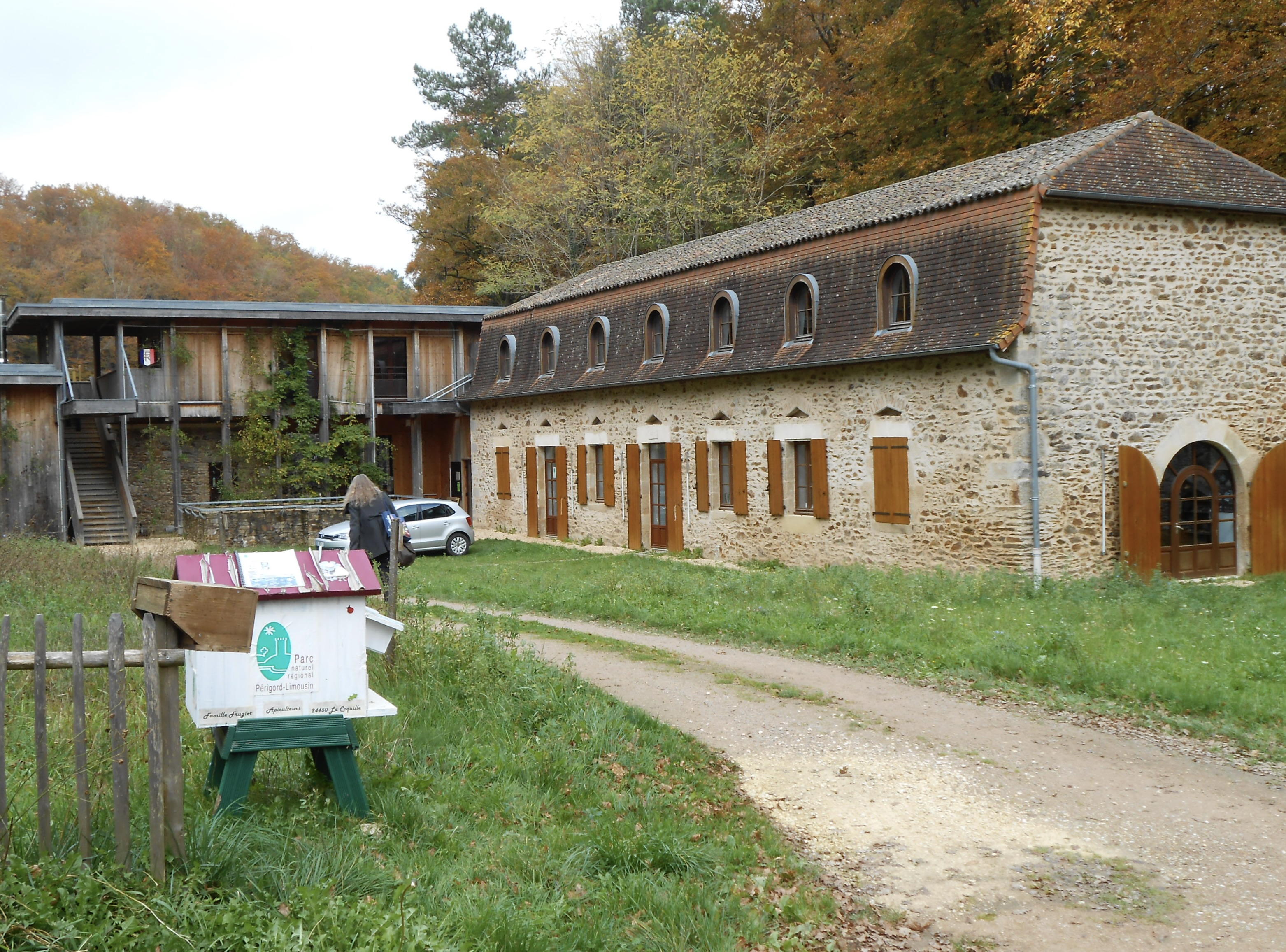
Maison du parc naturel régional Périgord-Limousin

### Patrimoine naturel
En sus du parc naturel régional Périgord-Limousin, La Coquille est entièrement incluse dans la « zone tampon  » de la vaste « réserve de biosphère du bassin de la Dordogne », un espace protégé et géré Natura 2000 (5 070 km2).

### Personnalités liées à la commune
- Pierre Delage (en) (1887-1918), né à La Coquille, as de la Première Guerre mondiale.
- Jean-Dolet Blanchou (1906-1944), originaire de La Coquille[67], résistant, prisonnier des camps de concentration. Il meurt le 4 février 1944 au camp de Dora[68].
- Édouard Valéry (1924-2010), né à La Coquille, est un résistant de la Résistance intérieure française.
- Gustave Saussot (1900-1987) est un homme politique décédé à La Coquille.

### Héraldique
| Blason de La Coquille | Blason  | D’or à la coquille renversée d’argent, les cotes de sinople, surmontée d'une couronne murale de trois tours d'argent, maçonnée de sable; au chef de gueules chargé de trois lions d’or. |
| Blason de La Coquille | Détails | Le statut officiel du blason reste à déterminer. |

## Pour approfondir